# 华山楝
华山楝（学名：Aphanamixis sinensis），为楝科山楝属下的一个植物种。其种加词“sinensis”意为“中华的”。
现接受名为山楝（Aphanamixis polystachya (Wall.) R.Parker, 1931）。